# Commandos (album)
Commandos è il secondo album in studio degli Stage Dolls, uscito nel 1986 per l'etichetta discografica Big Time Records.

## Tracce
1. Prelude
2. Heart to heart
3. Commandos
4. Yesterday's rain
5. Young hearts
6. Rock you
7. Magic
8. Who's lonely now
9. America
10. Don't look back

## Formazione
- Torstein Flakne - voce, chitarra
- Terje Storli - basso
- Steinar Krokstad - batteria

### Altri musicisti
- Brynjulf Blix - tastiere